# Maria Tudor (opera)

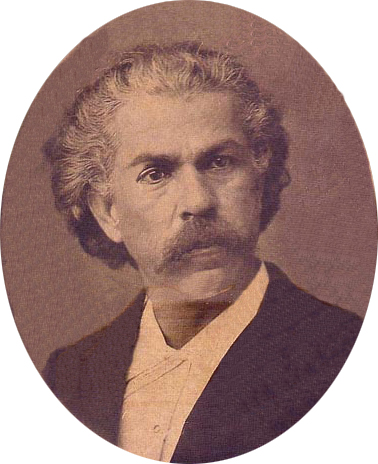
Antônio Carlos Gomes

Maria Tudor är en opera i fyra akter med musik av den brasilianske kompositören Antônio Carlos Gomes. Det italienska  librettot skrevs av Emilio Praga (fullbordat av Arrigo Boito). Librettot bygger på Victor Hugos pjäs Marie Tudor (1833), vilken fokuserar på uppgången, faller och avrättningen av Fabiano Fabiani, en fiktiv person kring Maria I av England. Operan har premiär den 27 mars 1879 på La Scala i Milano med Anna D'Angeri i titelrollen och Francesco Tamagno som Fabiani. Operan blev ett fiasko och togs bort från repertoaren. Det var ett hårt bakslag för Gomes som befann sig i ekonomisk nöd och privata svårigheter. Han återvände till Brasilien följande år.
Maria Tudor fick en nypremiär 1998 på Bulgariens Nationalopera i Sofia med Eliane Coelho i titelrollen. Föreställningen sändes i TV och en liveinspelning gavs ut på CD på det brasilianska skivmärket ImagemData.